# أناجيل يهودية مسيحية
الأناجيل اليهودية المسيحية هي أناجيل ذات طابع مسيحي يهودي استشهد بها إكليمندس الإسكندري وأوريجانوس ويوسابيوس القيصري وإبيفانيوس وجيروم وربما ديديموس الضرير. يؤكد معظم الباحثين المعاصرين أنه كان هناك إنجيلاً منهم كُتب بالعبرية/الآرامية، وعلى الأقل اثنين كُتبا باليونانية، فيما زعم عدد محدود من الباحثين أن تلك الأناجيل كانوا اثنين أحدهما بالعبرية/الآرامية والآخر باليونانية.
اندثرت تلك الأناجيل الآن، ولكن هناك محاولات إعادة تجميعها اعتمادًا على الاقتباسات التي نقلها عنها آباء الكنيسة في كتاباتهم. تُصنّف تلك الأناجيل المُجمّعة الآن كأناجيل منتحلة. عدّد وليم شنيملشير تلك الأناجيل كالآتي:
1. إنجيل الإبيونيين الذي اقتبس منه إبيفانيوس السلاميسي سبع مرات في كتاباته.
2. إنجيل العبرانيين الذي اقتبس منه سيريل الأورشليمي مرة واحدة في كتاباته، إضافة إلى سبع اقتباسات في كتابات إكليمندس وأوريجانوس وجيروم.
3. إنجيل الناصريين الذي اقتبس منه جيروم في كتاباته، إضافة إلى اقتباسات أخرى في كتابات ترجع للقرون الوسطى.